# Avaí Futebol Clube
Maillots
Actualités
Avaí Futebol Clube est un club brésilien de football, fondé le 1er septembre 1923 et basé à Florianópolis, dans l'État de Santa Catarina.
En ayant remporté 16 fois le Championnat de Santa Catarina de football, appelé Campeonato Catarinense, le club détient le record de titres de l'État. Il entretient une rivalité particulière avec son voisin de Figueirense, également basé à Florianópolis, qu'il affronte régulièrement dans le Classico de Florianópolis ou Derby Catarinense. Régulièrement présents dans les plus hautes divisions nationales du Brésil et en phase finale du Campeonato Catarinense, Joinville et Criciúma sont deux autres rivaux avec lesquels Avaí se dispute la suprématie régionale.
Depuis 2012, Avaí évolue en Série B, au deuxième échelon national du football brésilien. Il prend également part au Campeonato Catarinense, au premier échelon régional de l'État de Santa Catarina.

## Histoire
Le club est fondé le 1er septembre 1923 sous le nom Avahy Foot-Ball Club. L'année suivante, il remporte le championnat d'État de Santa Catarina.
Dans les années 70, Avaí joue à quatre reprises dans la première division brésilienne (1974, 1976, 1977 et 1979). Commence alors une longue période dans les divisions inférieures. En 1998, le seul titre national est obtenu en remportant le championnat de Série C. Depuis 1999, Avaí joue dans la deuxième division brésilienne, la Série B. En tant que troisième de la saison 2008, Avaí est revenu en Série A après 29 ans et réalise à son retour sa meilleure saison en terminant à la 6e place, avec une qualification en Copa Sudamericana 2010 où le club ira jusqu'en quart de finale.
Le club fera ensuite des allers-retours entre la Serie A et la Serie B. Après une 19e place en Série A 2022 le club retrouve la deuxième division en 2023.

## Palmarès
| Compétitions nationales                                                                                        | Compétitions régionales |
| --- | --- |
| - Série C (1) - Champion : 1998 - Série B - troisième : 2004 et 2008 - Coupe du Brésil - demi-finaliste : 2011 | - Campeonato Catarinense (18) - Champion : 1924, 1926, 1927, 1928, 1930, 1942, 1943, 1944, 1945, 1973, 1975, 1988, 1997, 2009, 2010, 2012, 2019, 2021 - Coupe de Santa Catarina (1) - Vainqueur : 1995 |

## Joueurs et personnalités du club

### Entraîneurs
- 2002 :  Adílson Batista

### Anciens joueurs
- Batista
- Cláudio Caçapa